# Vladimir Ionessian
Vladimir Mikhaïlovitch Ionessian (en russe :  Влади́мир Миха́йлович Ионеся́н) né le 27 août 1937 à Tbilissi dans la République socialiste soviétique de Géorgie en URSS et exécuté par balle le 31 janvier 1964 à Moscou est un tueur en série soviétique d'origine arménienne, opérant à Moscou et à Ivanovo du 20 décembre 1963 au 8 janvier 1964. Ionessian s'introduisait dans les appartements, en se faisant passer pour un agent de l'entreprise d'État Mosgaz, ce qui a été à l'origine de son surnom pendant l'enquête. Contrairement à son habitude de nier l'existence de « crimes décadents de type occidental », la censure communiste reconnait et médiatise le cas de Ionessian. Il est ainsi considéré comme l'un des premiers si ce n'est pas le premier tueur en série soviétique. Il avoue avoir commis cinq meurtres.

## Biographie
Ionessian naît à Tbilissi le 27 août 1937 dans une famille arménienne. Ses parents encouragent sa passion pour la musique et le chant et l'inscrivent à l'école de musique. Il poursuivit ses études au Conservatoire d'État de Tbilissi. À la fin de la deuxième année, il commence à travailler au théâtre où il reste jusqu'au 13 décembre 1963.
Ses condamnations antérieures sont sujets à controverse. La première version dit que le jeune Ionessian arrêté pour vol, en 1954, a été condamné à 5 ans avec sursis et, par la suite, fait deux ans et demi de prison après avoir tenté d'échapper au service militaire. Mais d'après la Komsomolskaïa Pravda il tente d'échapper au service militaire seulement en 1959, ce qui lui vaut une condamnation de deux ans dans le camp de Gori. À sa sortie, il est exempté de service militaire après un examen neurologique. Il se marie avec une étudiante du conservatoire de Tbilissi, une certaine Médée. Ils ont un fils. Ionessian est de nouveau impliqué dans une affaire de vol et condamné à cinq ans avec sursis. La famille déménage à Orenbourg où Ionessian travaille comme ténor au théâtre de la comédie musicale.
Au mois de novembre 1963, l'un de ses amis lui présente une jeune ballerine, Alevtina Dmitrieva, arrivée de Kazan chercher du travail. Ionessian perd la tête. Pour séduire Dmitrieva, il lui promet de lui trouver une place au théâtre d'Orenbourg. Mais après un essai, elle n'est pas embauchée. Pour se donner de l'importance aux yeux de sa maîtresse et la retenir, Ionessian lui raconte qu'il est agent du KGB et qu'il doit partir pour la capitale. Il lui dit également avoir hérité d'une grosse somme d'argent de son oncle décédé en Allemagne. Il n'élabore aucun plan concret, il improvise. Les deux partent pour Moscou. Ionessian quitte son travail et sa famille. Selon d'autres sources, il avait déjà abandonné sa femme et son fils à Tbilissi. À Moscou, Ionessian et Dmitrieva louent un appartement au numéro 2 rue Mechtchanskaïa (Мещанская улица) près de la gare de Riga chez une retraitée. Très vite, ils se retrouvent en manque d'argent. Aucun théâtre de la capitale ne veut d'eux. Ionessian continue dans le mensonge, en racontant à Dmitrieva qu'elle n'a plus besoin de travailler, car il reçut une augmentation. Il explique également  qu'il doit participer à des opérations spéciales, pour justifier ses éventuelles absences. Il décide de commettre des braquages.

## Les crimes
Ionessian tue pour la première fois le 20 décembre 1963. Il entre, au hasard, dans l'un des immeubles rue de la Baltique (Балтийская улица) et fait le tour des appartements, en se faisant passer pour un manutentionnaire de l'entreprise Mosgaz. Il cherche une victime seule et tombe sur un garçon de douze ans, Constantin Sobolev, qu'il tue à l'aide d'une hache achetée la veille au Goum (selon d'autres sources - un couteau). Son maigre butin consiste en un pull-over d'enfant, 60 roubles, un flacon d'eau de Cologne « Chypre » et des lunettes de soleil.
Le 25 décembre 1963, Ionessian sévit à Ivanovo où il se trouve fortuitement avec Dmitrieva. Dans un appartement rue Mikhaïl Kalinine, il assassine Michaïl Koulechov âgé de douze ans et emporte quelques obligations, un gilet, une veste et un stylo. Puis, dans un immeuble de la rue d'Octobre (Октябрьская улица) il tue une retraitée de 74 ans pour lui prendre uniquement une lampe torche et 70 kopecks. Le jour même, Ionessian retourne rue Kalinine où il viole une fille de quinze ans, Galina Petropavlovskaïa, après quoi, il lui inflige neuf coups de hache sur la tête. Il vole un pull-over, un débardeur, un châle d'angora et 90 roubles. Miraculeusement, la victime survit et, par la suite, décrit son agresseur. Dans la nuit, Ionessian et Dmitrieva s'enfuient d'Ivanovo à pied. Ils marchent sur 10 kilomètres avant de prendre l'autocar qui les ramène à la capitale. Dmitrieva ne se doute de rien. Ionessian lui dit devoir se cacher à cause de son travail.
Le 28 décembre à Moscou, dans l'un des appartements sur la perspective de Léningrad (Ленинградский проспект), Ionessian fait sa quatrième victime, un garçon de onze ans, Alexandre Lissoviets. Le tueur n'emporte rien.
Le 8 janvier 1964, dans un immeuble à Marina Rochtcha, il se présente comme travailleur du Bureau d'exploitation du logement à Maria Iermakova, 46 ans. Il tue la femme de vingt coups de hache. De son appartement disparaissent cinq pelotes de laine, trois paires de chaussettes, 30 roubles (d'autres sources mentionnent 150 roubles), une horloge « MIR » et un téléviseur « Start-3 ».

## Déroulement de l'enquête
Dans tous les immeubles où se sont produits les crimes, les habitants décrivent un agent de Mosgaz portant un long manteau noir et une chapka en fourrure de faon de renne. Les parties rabattables de sa chapka se maintiennent nouées derrière la nuque comme c'est la coutume chez les provinciaux contrairement aux Moscovites qui les nouent sur le haut du chapeau. Tout le monde note également qu'il manipule les installations de gaz sans enlever les gants. Après les vérifications auprès de l'entreprise en question, il s’avère qu'il s'agit d'un imposteur. L'une des criminologues, Sofia Feinstein (Софья Файнштейн 1924-2012), a l'idée révolutionnaire, pour l'époque. Elle découpe plusieurs dizaines de photos d'hommes et, en présentant les morceaux aux témoins, en construit le premier portrait-robot dans l'histoire de la criminologie de l'URSS. L'un des témoins, le petit garçon Artem Frolov, voisin et ami de la première victime, reconnait comme « Mosgaz » l'un des collègues de Feinstein qui entre dans le bureau lors de l'audition. Cette accusation fut prise très au sérieux, on vérifie l’emploi du temps de l'inspecteur. Il s’avère par la suite que la ressemblance entre les deux hommes était frappante.
Après le quatrième meurtre, on suit la piste du téléviseur volé. Les témoins ont vu un individu portant un téléviseur montant dans un camion benne à la place du passager. L'inspecteur de milice, en service ce jour-là, se souvient d'une partie du numéro d'immatriculation du véhicule - 96. En effectuant des recoupements d'informations, on reconstitue le numéro - « МОЖ 96-26 ». Le chauffeur du camion dit avoir déposé, moyennant 80 kopecks, l'homme au téléviseur près de la gare de Riga, au coin des rues Trifonovskaïa et Mechtchanskaïa. Après une enquête dans le quartier on retrouve une femme, rue Chtchepkine (улица Щепкина) qui raconte que sa voisine héberge une nièce avec son mari, qui, il n'y a pas longtemps, a rapporté un téléviseur et l'a vendu à un autre voisin. On trouve le téléviseur et vérifié le numéro de fabrication - c'est le «Start-3» de l'appartement de Iermakova. Quand les inspecteurs se rendent à l'appartement où habite Ionessian, celui-ci est absent. Alevtina Dmitrieva ne semble pas inquiète et déclare fièrement que son compagnon, le major de KGB Ionessian, est en mission spéciale et qu'elle est tenue de garder le secret sur ses déplacements. Le KGB ne compte pourtant pas de major Ionessian parmi ses agents. Plus tard, Dmitrieva avoue qu'il se trouve à Kazan où elle doit le rejoindre à la gare ferroviaire. La police ne dispose que d'une ancienne photo d'Ionessian trouvée dans les archives de théâtre d'Orenbourg, les chances de le reconnaître dans la foule sont faibles. On redoute que Dmitrieva lui fasse un signe discret pour l'avertir du danger et qu'il s'évade sans se manifester. Par précaution, on envoie à Kazan, à la place de sa maîtresse, une femme agent de milice, habillée et grimée par des maquilleurs professionnels pour plus de ressemblance. Sur le quai, Ionessian l'aperçoit à travers la fenêtre du train et, ne se doutant de rien, monte sur les marches du wagon. Il est arrêté et menotté à ce moment-là.

## Procès et condamnation
La légende veut que, lors d'un entretien confidentiel, le procureur Roman Roudenko en personne aurait présenté le tueur à Nikita Khrouchtchev qui a lancé « que d'ici deux semaines il ne soit plus ».
L'interrogatoire d'Ionessian était conduit par le ministre de l'Ordre public de la RSFSR, le général Vadim Tikounov et le procureur de la RSFSR Mikhaïl Blinov. Le protocole comporte les signatures des secrétaires du Parti communiste de l'Union soviétique Léonid Brejnev, Youri Andropov, Mikhaïl Souslov, Nikolaï Podgorny qui ont pris connaissance de l'affaire.
Le 13 janvier 1964, une déclaration a été faite à la radio de Moscou concernant l’arrestation d'Ionessian. Son destin a été scellé avant le procès. La population de la capitale était indignée par les crimes. Le CCPCUS et le Ministère des affaires intérieures de l'URSS recevaient des lettres exigeant une peine capitale. À ce propos, le général Tikounov a écrit dans son rapport que pour calmer l'opinion publique il fallait procéder au plus vite et faire du cas Ionessian un exemple.
Lors de son interrogatoire, Ionessian disait avoir été un homme bien, mais être devenu mauvais. Il a dit avoir commis le premier meurtre à cause des difficultés financières et de son état de détresse, mais il n'a pas été capable d'en dire autant des autres. Il a clairement reconnu que même l'argent ne l'intéressait plus, bien qu'il lui arrivait encore d'en prendre. Il a reconnu avoir emporté quelques objets sans intérêt dans les appartements, en laissant les choses de grande valeur qui se trouvaient pourtant en évidence. Il prenait plutôt ce qui pouvait plaire à sa maitresse. Il a beaucoup insisté sur l'innocence d'Alevtina. Aucun examen médical ou psychologique du meurtrier n'a été effectué.
Le procès a duré deux semaines. Le 30 janvier 1964, Ionessian a été condamné à la peine capitale. Il a été exécuté par balle le lendemain à 23 heures. Alevtina Dmitrieva a été condamné à 15 ans de réclusion pour entrave à l'exercice de la justice. Elle a été libérée en 1971,.

## Télévision
En 2012, Andreï Malioukov réalise  une série télévisée Mosgaz (Мосгаз) où le personnage de tueur en série est incarné par Maxime Matveïev.